# Fernando Montaño
Fernando Rodríguez Montaño (Buenaventura, 6 de marzo de 1985) es un bailarín de ballet colombiano y solista del Royal Ballet, con sede en el Royal Opera House en Covent Garden, Londres. El 19 de noviembre de 2015 hizo su debut en un papel principal cuando interpretó 'El amante' en The Two Pigeons.
Es el primer colombiano en bailar con la compañía que se unió a ellos en 2006. Fernando se ha presentado en diferentes países, incluyendo México, Rusia, Japón, China, Jamaica, España, Italia y Estados Unidos. Trabaja regularmente con la diseñadora de moda británica Dame Vivienne Westwood, y produce y coreografía sus propios espectáculos en todo el mundo.

## Biografía
Montaño nació en Buenaventura en la costa del Pacífico de Colombia en una zona muy pobre del país, pero a la edad de 14 años ganó una beca para la Escuela Nacional de Ballet de Cuba donde ganó varios premios en el Concurso Internacional de Ballet en La Habana, Cuba, y luego se unió al Ballet Nacional de Cuba. También se formó en La Scala y el Teatro Nuovo di Torino, Italia, donde fue visto por el director de la Escuela de Ballet Inglés, Jane Hucker y Niurka de Saa e invitó al Reino Unido a una audición, tras lo cual se unió al Royal Ballet en 2006 donde fue instruido por Carlos Acosta.

## Trayectoria
En 2010, Montaño fue promovido a Primer artista y ha aparecido en roles cada vez más importantes. Su repertorio incluye Colas (La Fille mal gardée), Bufón (Cenicienta), Bluebird (La bella durmiente), Caterpillar (Alicia en el país de las maravillas), Benvolio y el balcón pas de deux (Romeo y Julieta), pas de six (Giselle) , pas de trois (Paraíso de los tontos) y papeles en La Vivandière, Raymonda Act III y Chroma.
El 9 de febrero de 2014 Montaño produjo el estreno mundial de Narcissus, en el Hippodrome Theatre de Londres. Una noche de ballet en vivo, ópera, poesía y música clásica concluyó con la proyección de la nueva película de danza corta del director y coreógrafo italiano Giorgio Madia y protagonizada por Montaño. Fue filmado en el Hotel Therme Vals en Suiza y se puso a la música de la composición de Claude Debussy de 1894 'Preludio a la tarde de un fauno'.
Dame Vivienne Westwood diseñó el vestuario y fue la invitada de honor en el estreno. El compositor Carl Davis también asistió para ver a Montaño estrenando su baile recién coreografiado con La dama de las camelias de Davis, que interpretó junto a su colega del Royal Ballet, Yasmine Naghdi. En el verano de 2014 fue ascendido a Solista y realizó una gira por Rusia, China y Taiwán con el Royal Ballet. En julio dirigió un grupo de nueve bailarines del Royal Ballet y el English National Ballet en Colombia, donde realizaron tres shows con él en el Teatro Colón después de que reabrió oficialmente la Casa de la Ópera Nacional en Bogotá en compañía del presidente Santos.
Durante la temporada 2015-16, sus apariciones incluyeron a Romeo y Julieta, Carmen, Las dos palomas y El cascanueces. En octubre de 2015, se estrenó el largometraje colombiano/puertorriqueño 'Fragmentos de Amor'. Dirigida por Fernando Vallejo, fue el debut cinematográfico de Montaño en un pequeño papel como bailarín de salsa. El 19 de noviembre de 2015 hizo su debut en un papel principal con el Royal Ballet como The Lover durante la presentación de "The Two Pigeons" de Frederick Ashton. En el verano de 2016 realizó una gira por Japón con el Royal Ballet y fue coproductor y artista principal en 'Vicenza in Lirica 2016 - Shakespeare e Da Porto, lirica d'Amore' en el Teatro Olímpico de Vicenza. Durante la noche, Fernando interpretó las escenas de Balcony y Death de Romeo y Julieta con Roberta Marquez
La Copa Mundial de Futsal de la FIFA de 2016 se otorgó a Colombia y el 10 de septiembre de 2016 la ceremonia de inauguración se llevó a cabo en el estadio cubierto Coliseo Del Pueblo de 18,000 plazas en Cali. Montaño fue invitado a crear un nuevo baile y aprovechó la ocasión para debutar 'Foot-Ba', su nueva mezcla de baile y fútbol basado en los movimientos y las personalidades de algunos de los jugadores más icónicos del mundo. Fue apoyado por 40 bailarines del grupo local de danza Swing Latino. En enero de 2018 habló y actuó en The Hay Festival en Cartagena y en abril de 2018 se confirmó que su autobiografía se publicará más adelante en el año en español por Penguin Random House.